# 高坪苗族乡
高坪苗族乡，是中华人民共和国四川省宜宾市筠连县下辖的一个乡镇级行政单位。

## 行政区划
高坪苗族乡下辖以下地区：
槐树村、先锋村、英雄村、东风村和麻园村。